# Nicoletto Vernia
Nicoletto Vernia, conosciuto anche come Nicolò o Paolo Nicola Vernia (Chieti, 1428 circa – Vicenza, 5 ottobre 1499), è stato un filosofo, astrologo e medico italiano.

## Biografia
Nacque intorno al 1428 a Chieti, figlio di Francesco, trasferendosi poi a Venezia, dove assistette alle lezioni di Paolo della Pergola.
Si laureò all'Università di Padova nel 1458, dove fu allievo del filosofo averroista Gaetano da Thiene, succedendogli come docente di filosofia e ottenendo la cattedra di filosofia naturale nel 1468; ebbe come collega Pietro Pomponazzi e tra i suoi allievi Agostino Nifo e Giovanni Pico della Mirandola.
Malgrado avesse cercato di farsi assumere da altre università italiane per aumentare il proprio prestigio, insegnò per tutta la vita a Padova. Fu per un breve periodo anche all'Università di Pavia.
Nel 1492 adottò un suo ex allievo.
Seguace dell'averroismo allora imperante nello Studio padovano, curò un'edizione delle opere di Aristotele con il commento di Averroè, che non vide mai la luce, forse riutilizzato da altri dopo la sua morte.
Sostenne l'unicità dell'intelletto (dottrina poi abbandonata a causa di una condanna inflittagli dal vescovo di Padova), l'autonomia della fisica rispetto alla metafisica e la superiorità della scienza della natura sulle scienze dell'uomo. Benché poco originale a livello di pensiero, fu una personalità molto influente, contribuendo all'ascesa dell'aristotelismo durante il Rinascimento.
Morì a Vicenza nel 1499, dove fu tumulato nella chiesa di San Bortolo (poi ospedale civile).

## Opere
- Contra perversam Averrois opinionem de unitate intellectus et de animae felicitate
- De unitate intellectus et de animae felicitate
- Expositio in Posteriorum capitulum secundum in fine
- Expositio in Posteriorum librum priorem
- Quaestio de gravibus et levibus
- Quaestio de rationibus seminalibus
- Quaestio de unitate intellectus
- Quaestio in De anima